# Манеж на Картье-сквер

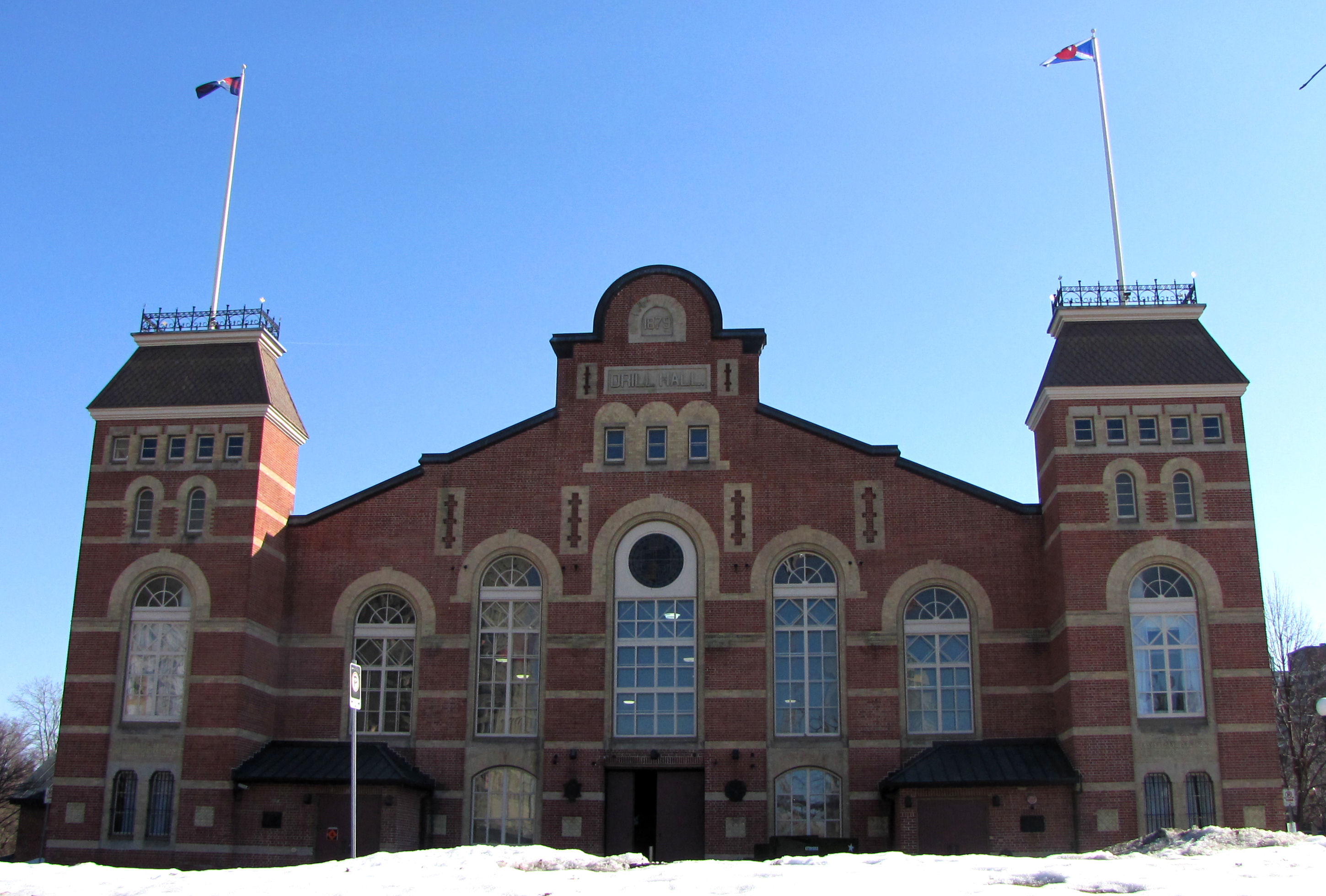
Дрилл-холл. Январь 2005 г.

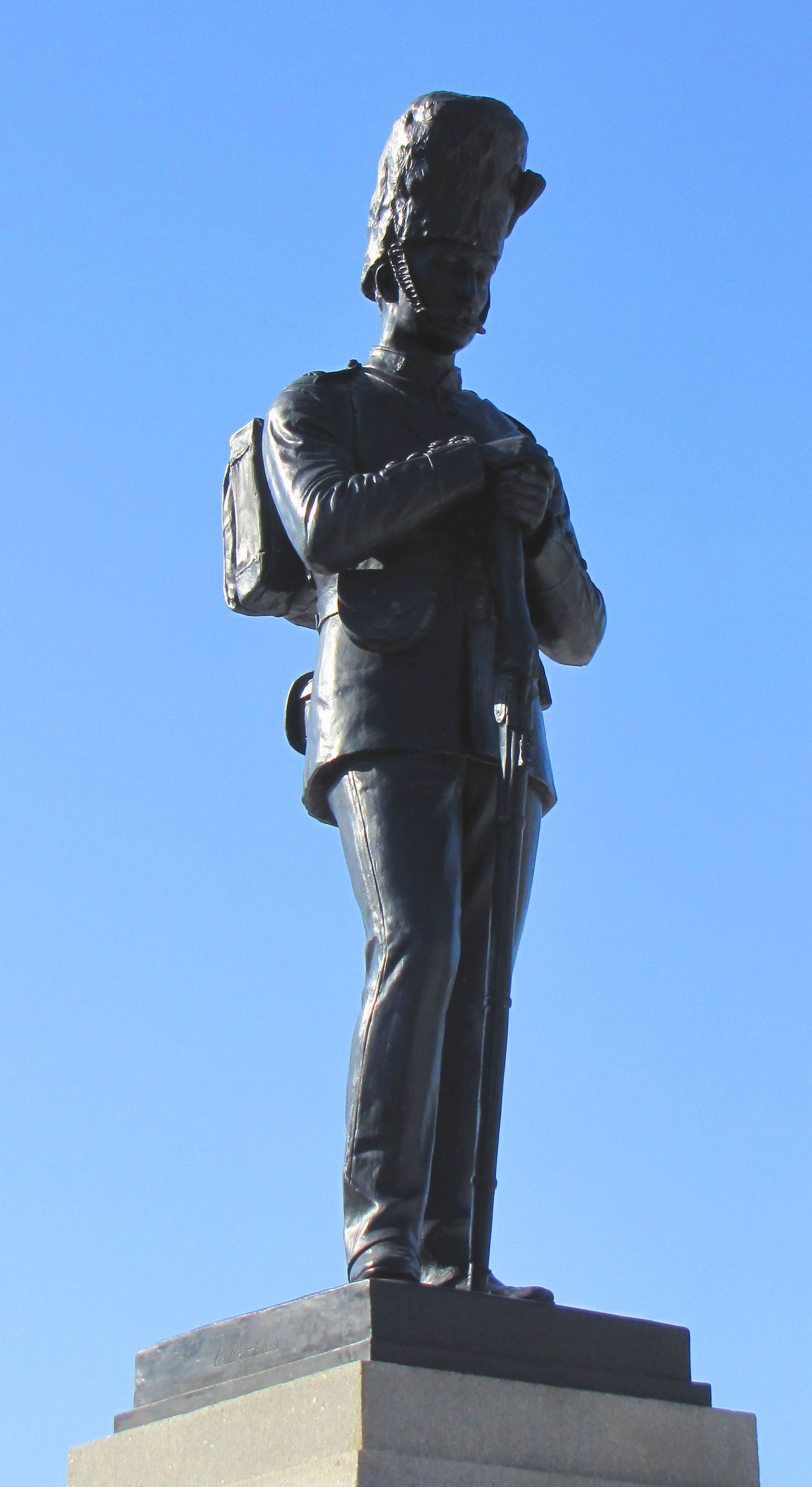
Статуя, посвящённая У. Б. Осгуду и Дж. Роджерсу, погибшим на Катнайф-Хилл 2 мая 1885 г.

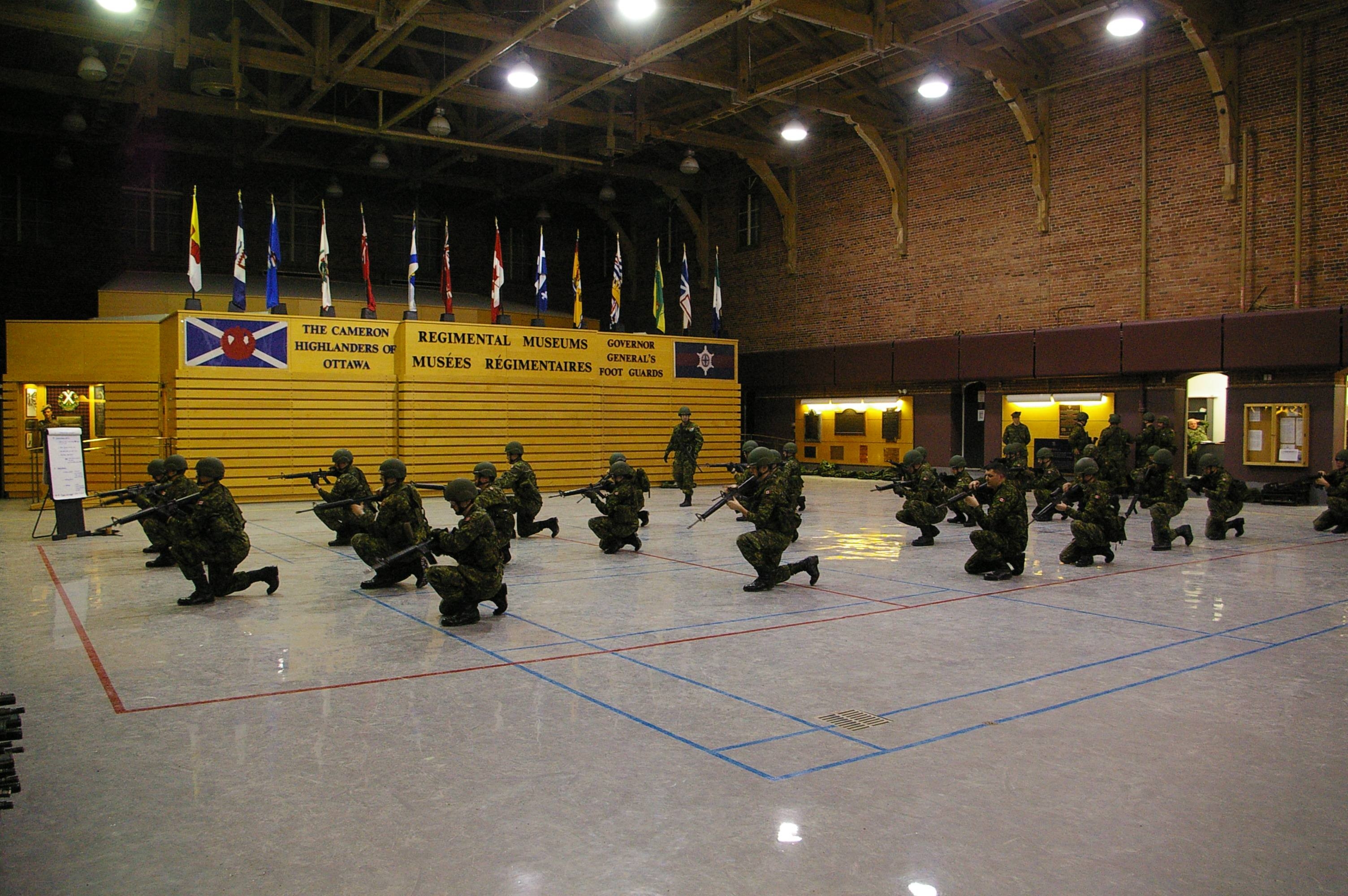
Солдаты подразделения The Cameron Highlanders of Ottawa. Тренировка в Дрилл-холле.

Манеж на Картье-сквер, англ. Drill Hall at Cartier Square — здание для тренировки солдат в г. Оттава. Является местной архитектурной достопримечательностью с момента сооружения в 1879 г. Длина здания составляет 70 м. На нём надстроены 2 мансардных башни.
Здание расположено на берегу канала Ридо южнее Лорье-авеню. Территория к западу от здания ранее была открытым полем, которое использовалось для тренировки солдат. В настоящее время на месте этого поля находятся городская администрация Оттавы и здание суда.
Здание спроектировал Томас Ситон Скотт, первый Главный архитектор Доминиона Канада, для 43-го стрелкового батальона «Оттава и Карлтон» (позднее переименованного в Камероновских горных стрелков Оттавы) и для Гвардии генерал-губернатора (GGFG).
Оба этих подразделения до настоящего времени располагаются и проводят тренировки в Дрилл-холле. Ежедневно летом у Дрилл-холла начинается церемония развода караула, завершающаяся на Парламентском холме.
В 1940-1950-е гг. здесь размещался Канадский музей войны.
В военные годы в течение последних 125 лет Дрилл-холл служил призывным пунктом.